# Zbigniew Olech
Zbigniew Olech (* 22. Juni 1940 in Lemberg; † 26. April 2008 in Breslau) war ein polnischer Boxer.
Er war der Zwillingsbruder des zweimaligen Olympia-Vize-Meisters Artur Olech († 2010), mit dem er in leichten Gewichtsklassen konkurrierte. Er war drei Mal polnischer Meister im Fliegengewicht (1959, 1961 und 1964). Zweimal gewann er die sogenannte „Spartakiade Gwardyjska“ (1962 and 1964). 1961 nahm er an der Europameisterschaft in Belgrad teil und erreichte dort das Viertelfinale im Fliegengewicht. Fast während seiner gesamten Sportkarriere trat er für den Klub „Gwardie Wrocław“ an. Nach dem Ende seiner sportlichen Karriere arbeitete er im Range eines Offiziers bei der Polizei in Breslau.
Er heiratete am 6. September 1980. Aus der Ehe gingen drei Kinder hervor.
| Personendaten    | Personendaten    |
| ---------------- | ---------------- |
| NAME             | Olech, Zbigniew  |
| KURZBESCHREIBUNG | polnischer Boxer |
| GEBURTSDATUM     | 22. Juni 1940    |
| GEBURTSORT       | Lemberg          |
| STERBEDATUM      | 26. April 2008   |
| STERBEORT        | Breslau          |